# Buddy Hackett
Buddy Hackett (ur. 31 sierpnia 1924, zm. 30 czerwca 2003) – amerykański komik i aktor.

## Filmografia

### Seriale
- 1956: Stanley jako Stanley Peck
- 1971: McMillan i jego żona jako Joey Germaine
- 1977: Statek miłości jako Mickey
- 1999: Akcja! jako Wuj Lonnie

### Filmy
- 1953: Walking My Baby Back Home jako Blimp Edwards
- 1962: Wspaniały świat braci Grimm jako Hans (The Singing Bone)
- 1963: Ten szalony, szalony świat jako „Benjy” Benjamin
- 1968: Kochany Chrabąszcz jako Tennessee Steinmetz
- 1980: Hey Babe! jako Sammy Cohen
- 1998: Paulie – gadający ptak jako Artie

## Wyróżnienia
Posiada swoją gwiazdę na Hollywoodzkiej Alei Gwiazd.